# Štefan Škvorc
Štefan Škvorc, hrvatski katolički svećenik, pavlin zatim barnabit, duhovni pisac.
Potvrđen je zapis prezimena: Skvorcz.
Nisu poznate godine njegova rođenja i smrti, samo toliko, da rođen u Zagrebu. Bio je župnik u Beču i redovnik pavlinskog reda, kasnije barnabit u redu. Pisao je dve kajkavske knjige Vabitel vu kralyesztvo nebeszko toje to Nedelyne prodeke (1726.) i katekizam Hasznovito z-szlatkem to je to Lepi kratki navuki za uszakojachki sztalis te naimre mestrov kruto hasznoviti y vugodni (1724.). Ima još jednu knjigu (verenauk), koja nije sačuvana, njezin opis se prenosi iz Kukuljevićeve Bibliografije.